# This Is What It Feels Like
This Is What It Feels Like è un singolo del DJ olandese Armin van Buuren, registrato insieme al cantante canadese Trevor Guthrie. La canzone è stata pubblicata nel 2013 ed estratta dall'album Intense.

## Tracce
- Download digitale

1. This Is What It Feels Like - 3:25
2. This Is What It Feels Like (Extended Mix) - 5:16
3. This Is What It Feels Like (W&W Remix) - 6:16
4. This Is What It Feels Like (David Guetta Remix) - 5:28
5. This Is What It Feels Like (Antillas & Dankann Remix) - 5:44
6. This Is What It Feels Like (Antillas & Dankann Radio Edit) - 3:34
7. This Is What It Feels Like (Giuseppe Ottaviani Remix) - 6:38
8. This Is What It Feels Like (Giuseppe Ottaviani Radio Edit) - 3:55
9. This Is What It Feels Like (John Ewbank Classical Remix) - 3:12

- CD Singolo (UK)[8]

1. This Is What It Feels Like - 3:25
2. This Is What It Feels Like (Extended Mix) - 5:16
3. This Is What It Feels Like (W&W Remix) - 6:16
4. Waiting for the Night - 3:03

## Classifiche
| Classifica (2013) | Posizione massima |
| ----------------- | ----------------- |
| Australia         | 13                |
| Austria           | 7                 |
| Belgio (Fiandre)  | 8                 |
| Belgio (Vallonia) | 17                |
| Canada            | 6                 |
| Francia           | 170               |
| Germania          | 42                |
| Irlanda           | 32                |
| Italia            | 27                |
| Paesi Bassi       | 2                 |
| Regno Unito       | 6                 |
| Russia            | 5                 |
| Stati Uniti       | 96                |
| Svezia            | 31                |
| Svizzera          | 15                |
| Ucraina           | 49                |